# Persone di nome Margaret
| Questa pagina contiene informazioni ricavate automaticamente dalle voci biografiche con l'ausilio del template Bio e di un bot. L'aggiornamento è periodico e automatico e ricostruisce completamente la pagina. Se manca una persona in questa lista, sei pregato di non aggiungerla, ma accertati piuttosto che la sua voce biografica contenga il template Bio e che i dati anagrafici siano correttamente compilati. Se il template Bio manca, inseriscilo tu stesso o, in alternativa, metti l'avviso {{tmp\|Bio}} che ne segnala la mancanza. Se i dati riportati sono sbagliati, correggi direttamente la voce biografica; le modifiche saranno visibili in questa lista entro pochi giorni. Per chiarimenti vedi il progetto antroponimi. La lista contiene solo le 294 persone che sono citate nell'enciclopedia e per le quali è stato implementato correttamente il template Bio. Pagina aggiornata al 6 ago 2025. |

Questa è una lista di persone presenti nell'enciclopedia che hanno il nome Margaret, suddivise per attività principale.

## Antropologhe(1)
- Margaret Mead, antropologa statunitense (Filadelfia, n. 1901 - New York, † 1978)

## Arbitri di rugby a 15(1)
- Maggie Cogger-Orr, arbitro di rugby a 15 neozelandese (Ontario, n. 1991)

## Archiviste(1)
- Margaret Suckley, archivista statunitense (Rhinebeck, n. 1891 - Rhinebeck, † 1991)

## Arciere(2)
- Margaret Maughan, arciera e nuotatrice britannica (n. 1928 - † 2020)
- Margaret Harriman, arciera e nuotatrice sudafricana (Inghilterra, n. 1928 - Maine, † 2003)

## Artiste(2)
- Margaret Keane, artista e pittrice statunitense (Nashville, n. 1927 - Napa, † 2022)
- Margaret Tarrant, artista inglese (Battersea, n. 1888 - Cornovaglia, † 1959)

## Astrofisiche(1)
- Margaret Geller, astrofisica statunitense (Ithaca, n. 1947)

## Astronaute(1)
- Margaret Seddon, ex astronauta e medico statunitense (n. 1947)

## Astronome(5)
- Margaret Bryan, astronoma, filosofa e educatrice britannica (n. 1759 - † 1836)
- Margaret G. Kivelson, astronoma statunitense (New York City, n. 1928)
- Margaret Harwood, astronoma statunitense (Littleton, n. 1885 - Boston, † 1979)
- Margaret Lindsay Huggins, astronoma irlandese (Dublino, n. 1848 - Londra, † 1915)
- Margaret Turnbull, astronoma statunitense

## Attiviste(2)
- Margaret Sanger, attivista, infermiera e scrittrice statunitense (Corning, n. 1879 - Tucson, † 1966)
- Maggie Kuhn, attivista statunitense (Buffalo, n. 1905 - Filadelfia, † 1995)

## Attrici teatrali(3)
- Margaret Hughes, attrice teatrale inglese (n. 1630 - Eltham, † 1719)
- Margaret Illington, attrice teatrale statunitense (Bloomington, n. 1879 - Miami Beach, † 1934)
- Margaret Woffington, attrice teatrale irlandese (Dublino - Westminster, † 1760)

## Aviatrici(1)
- Margaret Graham, aviatrice britannica (Walcot)

## Botaniche(1)
- Margaret Jane Benson, botanica britannica (Londra, n. 1859 - Highgate, † 1936)

## Cantanti(7)
- Margaret Berger, cantante norvegese (Trondheim, n. 1985)
- Ruelle, cantante statunitense (Starkville, n. 1985)
- Peggy March, cantante e attrice statunitense (Lansdale, n. 1948)
- LeAnn Rimes, cantante e attrice statunitense (Jackson, n. 1982)
- Margaret Urlich, cantante neozelandese (Auckland, n. 1965 - † 2022)
- Margaret Whiting, cantante statunitense (Detroit, n. 1924 - Englewood, † 2011)
- Pegi Young, cantante statunitense (San Mateo, n. 1952 - Mountain View, † 2019)

## Cantautrici(3)
- Maggie Bell, cantautrice britannica (Glasgow, n. 1945)
- Maggie Lindemann, cantautrice statunitense (Dallas, n. 1998)
- Maggie Rogers, cantautrice, musicista e produttrice discografica statunitense (Easton, n. 1994)

## Cestiste(3)
- Marg Curry, ex cestista canadese (Moose Jaw, n. 1945)
- Maggie Lucas, ex cestista e allenatrice di pallacanestro statunitense (Filadelfia, n. 1991)
- Peggy Milner, cestista canadese (Seattle, n. 1925 - † 2016)

## Compositrici(1)
- Margaret Leng Tan, compositrice e pianista cinese (Singapore, n. 1945)

## Costumiste(1)
- Margaret Furse, costumista britannica (Londra, n. 1911 - Kensington, † 1993)

## Criminali(1)
- Ilse Koch, criminale di guerra tedesca (Dresda, n. 1906 - Aichach, † 1967)

## Danzatrici(3)
- Margaret Craske, ballerina, coreografa e insegnante britannica (Norfolk, n. 1892 - Myrtle Beach, † 1990)
- Margot Fonteyn, ballerina britannica (Reigate, n. 1919 - Panama, † 1991)
- Margaret Kelly Leibovici, ballerina e produttrice teatrale irlandese (Dublino, n. 1910 - Parigi, † 2004)

## Designer(1)
- Margaret Calvert, designer britannica (Durban, n. 1936)

## Dirigenti d'azienda(1)
- Meg Whitman, dirigente d'azienda e politica statunitense (New York, n. 1956)

## Discobole(1)
- Meg Ritchie, ex discobola e pesista britannica (Kirkcaldy, n. 1952)

## Drammaturghe(2)
- Margaret Edson, drammaturga statunitense (Washington, n. 1961)
- Margaret Mayo, commediografa, attrice e sceneggiatrice statunitense (Brownsville, n. 1882 - Ossining, † 1951)

## Educatrici(1)
- Margaret Bailey Speer, educatrice e missionaria statunitense (Englewood, n. 1900 - Gladwyne, † 1997)

## Egittologhe(1)
- Margaret Murray, egittologa e antropologa britannica (Calcutta, n. 1863 - Londra, † 1963)

## Entomologhe(2)
- Margaret Fountaine, entomologa inglese (Norwich, n. 1862 - Trinidad, † 1940)
- Margaret S. Collins, entomologa statunitense (Institute, n. 1922 - Isole Cayman, † 1996)

## Farmaciste(1)
- Margaret Elizabeth Buchanan, farmacista britannica (Clerkenwell, n. 1865 - † 1940)

## Filantrope(4)
- Margaret Brown, filantropa, attivista e attrice statunitense (Hannibal, n. 1867 - New York, † 1932)
- Margaret Greville, filantropa britannica (Londra, n. 1863 - Dorking, † 1942)
- Margaret Poyntz, filantropa inglese (St. James's, n. 1737 - St Albans, † 1814)
- Margaret Louisa Vanderbilt, filantropa statunitense (Staten Island, n. 1845 - New York, † 1924)

## Filosofe(1)
- Margaret Gilbert, filosofa britannica (n. 1942)

## First lady(1)
- Margaret Taylor, first lady statunitense (Calvert County, n. 1788 - Pascagoula, † 1852)

## Fisiche(2)
- Margaret Dayhoff, fisica e biochimica statunitense (Filadelfia, n. 1925 - Silver Spring, † 1983)
- Margaret Maltby, fisica statunitense (Bristolville, n. 1860 - New York City, † 1944)

## Fotografe(3)
- Margaret Bourke-White, fotografa statunitense (New York, n. 1904 - Stamford, † 1971)
- Margaret Michaelis-Sachs, fotografa austriaca (Dziedzice, n. 1902 - Melbourne, † 1985)
- Margaret Moth, fotografa e fotoreporter neozelandese (Gisborne, n. 1951 - Rochester, † 2010)

## Ginnaste(1)
- Maggie Nichols, ex ginnasta statunitense (Little Canada, n. 1997)

## Giocatrici di badminton(1)
- Margaret Nankabirwa, giocatrice di badminton ugandese (Nsambya, n. 1987)

## Giocatrici di curling(1)
- Margaret Morton, ex giocatrice di curling britannica (Ayrshire, n. 1968)

## Giornaliste(2)
- Margaret Brennan, giornalista statunitense (Stamford, n. 1980)
- Peggy Noonan, editorialista statunitense (New York, n. 1950)

## Golfiste(1)
- Margaret Abbott, golfista statunitense (Calcutta, n. 1878 - Greenwich, † 1955)

## Illustratrici(2)
- Margaret G. Hays, illustratrice e fumettista statunitense (Filadelfia, n. 1874 - Filadelfia, † 1925)
- Margaret Mee, illustratrice, esploratrice e attivista britannica (Chesham, n. 1909 - Seagrave, † 1988)

## Infermiere(1)
- Margaret Matilda White, infermiera e fotografa neozelandese (Belfast, n. 1868 - Waihi, † 1910)

## Informatiche(1)
- Margaret Hamilton, informatica, ingegnera e imprenditrice statunitense (Paoli, n. 1936)

## Insegnanti(1)
- Margaret Nevinson, docente e attivista britannica (Leicester, n. 1858 - Londra, † 1932)

## Linguiste(1)
- Margaret Masterman, linguista britannica (Londra, n. 1910 - Cambridge, † 1986)

## Lunghiste(1)
- Margaret Matthews, ex lunghista e velocista statunitense (Griffin, n. 1935)

## Maratonete(1)
- Margaret Okayo, maratoneta keniota (Masaba, n. 1976)

## Matematiche(1)
- Margaret Clement, matematica inglese (n. 1508 - Malines, † 1570)

## Mecenati(1)
- Margaret Stonborough-Wittgenstein, mecenate austriaca (Vienna, n. 1882 - Vienna, † 1958)

## Medici(1)
- Margaret Chan, medico e funzionario cinese (Hong Kong, n. 1947)

## Mezzofondiste(2)
- Margaret Kipkemboi, mezzofondista keniota (Nandi, n. 1993)
- Margaret Wambui, mezzofondista e velocista keniota (n. 1995)

## Mezzosoprani(1)
- Margaret Harshaw, mezzosoprano e soprano statunitense (Narberth, n. 1909 - Liberetyville, † 1997)

## Micologhe(1)
- Margaret Church, micologa statunitense (Providence, n. 1889 - † 1976)

## Missionarie(1)
- Nivedita, missionaria, educatrice e attivista irlandese (Dungannon, n. 1867 - Darjeeling, † 1911)

## Modelle(3)
- Margaret Gardiner, modella sudafricana (Città del Capo, n. 1959)
- Margaret Gorman, modella statunitense (Washington, n. 1905 - Bowie, † 1995)
- Margaret Lemon, modella inglese (n. 1614)

## Montatrici(2)
- Margaret Booth, montatrice statunitense (Los Angeles, n. 1898 - Los Angeles, † 2002)
- Margaret Sixel, montatrice sudafricana

## Multipliste(1)
- Margaret Simpson, multiplista e giavellottista ghanese (Krapa, n. 1981)

## Nobildonne(15)
- Margaret Audley, duchessa di Norfolk, nobildonna inglese (n. 1540 - Norwich, † 1564)
- Margaret Harley, nobildonna inglese (Welbeck Abbey, n. 1715 - Bulstrode Park, † 1785)
- Margaret Douglas, nobildonna scozzese (Castello di Harbottle, n. 1515 - Londra, † 1578)
- Margaret Feilding, nobildonna scozzese (n. 1613 - Londra, † 1638)
- Margaret FitzGerald, nobildonna irlandese (Kilkenny, † 1542)
- Margaret Grosvenor, marchesa di Cambridge, nobildonna inglese (Eaton Hall, n. 1873 - Londra, † 1929)
- Margaret Lygon Russell, baronessa Ampthill, nobildonna inglese (Londra, n. 1874 - Londra, † 1957)
- Margaret, duchessa di Norfolk, nobildonna britannica († 1399)
- Margaret Leigh, nobildonna e scrittrice inglese (n. 1849 - † 1945)
- Margaret Gathorne-Hardy, nobildonna inglese (n. 1858 - † 1943)
- Margaret Owen, nobildonna inglese (n. 1866 - † 1941)
- Margaret Pole, nobildonna inglese (Farleigh Hungerford, n. 1473 - Londra, † 1541)
- Margaret Rhodes, nobildonna britannica (Westminster, n. 1925 - Windsor, † 2016)
- Margaret Rolle, nobildonna inglese (n. 1709 - Pisa, † 1781)
- Margaret e Mary Shelton, nobildonna britannica

## Nobili(13)
- Margaret Beauchamp di Bletso, nobile inglese († 1482)
- Margaret Beaufort, nobile inglese (Westminster, n. 1409 - † 1449)
- Margaret Beaufort, nobile inglese (n. 1427 - † 1474)
- Margaret de Braose, nobile britannica (n. 1177)
- Margaret de Clare, contessa di Gloucester, nobile britannica (Tonbridge Castle, n. 1293 - Chebsey, † 1342)
- Margaret Drummond, nobile scozzese († 1501)
- Margaret Holland, nobile inglese (n. 1385 - Londra, † 1439)
- Margaret de Lacy, nobile britannica (Hampstead, † 1266)
- Margaret Seymour, nobile e scrittrice inglese (Wulfhall, n. 1540)
- Margaret Stuart, nobile britannica (Dalkeith, n. 1598 - Linlithgow, † 1600)
- Margaret Alice Lili de Windt, nobile inglese (Parigi, n. 1849 - Londra, † 1936)
- Margaret Wotton, nobile inglese (Boughton Malherbe, n. 1487 - † 1541)
- Margaret di Clare, nobile britannica (Irlanda, n. 1287 - Aldgate, † 1333)

## Numismatiche(1)
- Margaret Thompson, numismatica statunitense (Trenton, n. 1911 - Haverford, † 1992)

## Nuotatrici(9)
- Joyce Cooper, nuotatrice britannica (Troup, n. 1909 - Chichester, † 2002)
- Margaret Edwards, ex nuotatrice britannica (Londra, n. 1939)
- Margaret Gibson, ex nuotatrice australiana (Sydney, n. 1938)
- Margaret Girvan, nuotatrice britannica (n. 1932 - † 1979)
- Margaret Hoelzer, ex nuotatrice statunitense (Huntsville, n. 1983)
- Margaret Iwasaki, ex nuotatrice canadese (Toronto, n. 1942)
- Meg Miners, ex nuotatrice rhodesiana (n. 1944)
- Margaret Northrop, nuotatrice keniota (n. 1934 - † 2014)
- Margaret Woodbridge, nuotatrice statunitense (Detroit, n. 1902 - Brooklyn, † 1995)

## Ostacoliste(1)
- Margaret Macchiut, ex ostacolista italiana (Nova Gorica, n. 1974)

## Pallanuotiste(2)
- Margaret Dingeldein, ex pallanuotista statunitense (Merced, n. 1980)
- Maggie Steffens, pallanuotista statunitense (San Ramon, n. 1993)

## Pallavoliste(1)
- Margaret Riley, pallavolista statunitense (Saint Louis, n. 1993)

## Pesiste(1)
- Margaret Satupai, ex pesista, discobola e martellista samoana (Victoria, n. 1992)

## Pianiste(2)
- Margaret Bonds, pianista, compositrice e arrangiatrice statunitense (Chicago, n. 1913 - Los Angeles, † 1972)
- Marian McPartland, pianista e compositrice britannica (Slough, n. 1918 - New York, † 2013)

## Pittrici(4)
- Ithell Colquhoun, pittrice, scrittrice e esoterista britannica (Shillong, n. 1906 - Cornovaglia, † 1988)
- Margaret Macdonald Mackintosh, pittrice, illustratrice e decoratrice britannica (Tipton, n. 1864 - Chelsea, † 1933)
- Margaret Nakhla, pittrice e artista egiziana (Alessandria d'Egitto, n. 1908 - Alessandria d'Egitto, † 1977)
- Margaret Marley Modlin, pittrice, scultrice e fotografa statunitense (Carolina del Nord, n. 1927 - Madrid, † 1998)

## Poetesse(2)
- Margaret Atwood, poetessa, scrittrice e critica letteraria canadese (Ottawa, n. 1939)
- Margaret Walker, poetessa e scrittrice statunitense (Birmingham, n. 1915 - Chicago, † 1998)

## Politiche(15)
- Margaret Beckett, politica britannica (Manchester, n. 1943)
- Margaret Bondfield, politica britannica (n. 1873 - † 1953)
- Margaret Chase Smith, politica statunitense (Skowhegan, n. 1897 - Skowhegan, † 1995)
- Margaret Cole, politica e scrittrice inglese (n. 1893 - † 1980)
- Maggie Goodlander, politica statunitense (Nashua, n. 1986)
- Margaret A. Hamburg, politica e medico statunitense (Chicago, n. 1955)
- Maggie Hassan, politica statunitense (Boston, n. 1958)
- Margaret Heckler, politica e ambasciatrice statunitense (New York, n. 1931 - Arlington, † 2018)
- Margaret McDonagh, politica britannica (Londra, n. 1961 - Londra, † 2023)
- Dee Dee Myers, politica e funzionario statunitense (Quonset Point, n. 1961)
- Margaret Ritchie, baronessa Ritchie di Downpatrick, politica irlandese (Downpatrick, n. 1958)
- Marge Roukema, politica statunitense (Newark, n. 1929 - Wyckoff, † 2014)
- Margaret Spellings, politica statunitense (Ann Arbor, n. 1957)
- Margaret Thatcher, politica britannica (Grantham, n. 1925 - Westminster, † 2013)
- Margaret Tutwiler, politica, funzionario e diplomatica statunitense (Birmingham, n. 1950)

## Poliziotte(1)
- Margaret Damer Dawson, poliziotta britannica (Burgess Hill, n. 1873 - Chelsea, † 1920)

## Principesse(2)
- Margherita Bruce, principessa scozzese
- Margaret, contessa di Snowdon, principessa britannica (Glamis, n. 1930 - Londra, † 2002)

## Produttrici cinematografiche(1)
- Megan Ellison, produttrice cinematografica statunitense (Santa Clara, n. 1986)

## Psichiatre(1)
- Margaret Herz Hohenberg, psichiatra e psicoanalista slovacca (Levoča, n. 1898 - New York, † 1992)

## Psicoanaliste(1)
- Margaret Mahler, psicoanalista ungherese (Sopron, n. 1897 - New York, † 1985)

## Psicologhe(2)
- Margaret Singer, psicologa e scrittrice statunitense (Denver, n. 1921 - Berkeley, † 2003)
- Margaret Floy Washburn, psicologa statunitense (New York, n. 1871 - Poughkeepsie, † 1939)

## Religiose(1)
- Margaret McEntee, religiosa statunitense (Bronx, n. 1935)

## Sceneggiatrici(2)
- Margaret Fitts, sceneggiatrice e autrice televisiva statunitense (Los Angeles, n. 1923 - Rancho Santa Fe, † 2011)
- Margaret Turnbull, sceneggiatrice e commediografa scozzese (Glasgow, n. 1872 - Yarmouthport, † 1942)

## Schermitrici(2)
- Margaret Lu, schermitrice statunitense (Manila, n. 1994)
- Margaret Somerville, schermitrice britannica (Ecclesall, n. 1912 - Kingston upon Thames, † 1987)

## Scrittrici(26)
- Margaret Benson, scrittrice e egittologa inglese (Reading, n. 1865 - Roehampton, † 1916)
- Margaret Cavendish, scrittrice, filosofa e saggista inglese (Colchester, n. 1623 - Welbeck Abbey, † 1673)
- Margaret Llewelyn Davies, scrittrice, saggista e attivista britannica (Londra, n. 1861 - Dorking, † 1944)
- Margaret Doody, scrittrice canadese (n. 1939)
- Margaret Drabble, scrittrice, critica letteraria e biografa britannica (Sheffield, n. 1939)
- Margaret Elphinstone, scrittrice scozzese (Kent, n. 1948)
- Margaret George, scrittrice statunitense (Nashville, n. 1943)
- Maggie Hemingway, scrittrice britannica (Orford, n. 1946 - Londra, † 1993)
- Margaret Hendrie, scrittrice nauruana (Nauru, n. 1924 - Nauru, † 1990)
- Margaret Kennedy, scrittrice e drammaturga britannica (Londra, n. 1896 - Banbury, † 1967)
- Margaret Landon, scrittrice statunitense (Somers, n. 1903 - Alexandria, † 1993)
- Margaret Laurence, scrittrice e giornalista canadese (Neepawa, n. 1926 - Lakefield, † 1987)
- Robin Hobb, scrittrice statunitense (Berkeley, n. 1952)
- Margaret Mahy, scrittrice neozelandese (Distretto di Whakatane, n. 1936 - Christchurch, † 2012)
- Margaret Maron, scrittrice statunitense (Greensboro, n. 1938 - Raleigh, † 2021)
- Margaret Mazzantini, scrittrice, drammaturga e attrice italiana (Dublino, n. 1961)
- Margaret Millar, scrittrice canadese (Kitchener, n. 1915 - Santa Barbara, † 1994)
- Margaret Mitchell, scrittrice e giornalista statunitense (Atlanta, n. 1900 - Atlanta, † 1949)
- Margaret Oliphant Oliphant, scrittrice e poetessa scozzese (Wallyford, n. 1828 - Londra, † 1897)
- Peggy Pollard, scrittrice britannica (n. 1903 - Truro, † 1996)
- Margaret Roper, scrittrice e traduttrice inglese (Londra, n. 1505 - Londra, † 1544)
- Margaret St. Clair, scrittrice statunitense (Hutchinson, n. 1911 - Santa Rosa, † 1995)
- Margaret Stohl, scrittrice statunitense (Pasadena, n. 1967)
- Margaret Weis, scrittrice statunitense (Independence, n. 1948)
- Margaret Woods, scrittrice inglese (n. 1856 - † 1945)
- Margaret Yorke, scrittrice britannica (Compton, n. 1924 - Long Crendon, † 2012)

## Sollevatrici(1)
- Maggie Lynes, ex sollevatrice e pesista britannica (n. 1963)

## Soprani(4)
- Margaret Sheridan, soprano irlandese (Castlebar, n. 1889 - Dublino, † 1958)
- Maggie Teyte, soprano britannico (Wolverhampton, n. 1888 - † 1976)
- Marni Nixon, soprano, attrice e doppiatrice statunitense (Altadena, n. 1930 - New York, † 2016)
- Margaret Price, soprano gallese (Blackwood, n. 1941 - Ceibwr Bay, † 2011)

## Storiche(2)
- Margaret Aston, storica britannica (Headley, n. 1932 - Chipping Ongar, † 2014)
- Margaret Leech, storica e scrittrice statunitense (Newburgh, n. 1893 - New York, † 1974)

## Storiche della scienza(2)
- Margaret Jacob, storica della scienza statunitense (n. 1943)
- Margaret W. Rossiter, storica della scienza statunitense (n. 1944)

## Supercentenarie(2)
- Margaret Ann Neve, supercentenaria britannica (St. Peter Port, n. 1792 - Guernsey, † 1903)
- Margaret Skeete, supercentenaria statunitense (Rockport, n. 1878 - Radford, † 1994)

## Tenniste(11)
- Mary Eyre, tennista e hockeista su prato britannica (n. 1923 - † 2013)
- Margaret Hellyer, ex tennista australiana (n. 1937)
- Margaret Hunt, ex tennista sudafricana (n. 1942)
- Margaret Molesworth, tennista australiana (n. 1894 - † 1985)
- Margaret Osborne duPont, tennista statunitense (Joseph, n. 1918 - El Paso, † 2012)
- Peggy Saunders, tennista britannica (Chiswick, n. 1905 - Harrow, † 1941)
- Margaret Scriven, tennista britannica (Leeds, n. 1912 - Haslemere, † 2001)
- Margaret Smith Court, ex tennista australiana (Albury, n. 1942)
- Margaret Starr, ex tennista australiana
- Margaret Varner Bloss, ex tennista, giocatrice di badminton e giocatrice di squash statunitense (El Paso, n. 1927)
- Margaret Wilson, tennista australiana

## Teologhe(1)
- Margaret Karram, teologa israeliana (Haifa, n. 1962)

## Velociste(3)
- Margaret Adeoye, velocista britannica (Lagos, n. 1985)
- Margaret Bailes, ex velocista statunitense (New York, n. 1951)
- Maggie Barrie, velocista sierraleonese (n. 1996)

## Vescove anglicane(1)
- Margaret Brenda Vertue, vescova anglicana sudafricana (Kimberley, n. 1953)

## Viaggiatrici(1)
- Margaret Calderwood, viaggiatrice e scrittrice scozzese (n. 1715 - † 1774)

## Senza attività specificata(13)
- Margaret Beaufort, contessa inglese (Bletsoe, n. 1443 - Londra, † 1509)
- James Miranda Barry, chirurga britannico (Irlanda - Inghilterra, † 1865)
- Margaret Clap, britannica
- Margaret Clifford, contessa britannica (n. 1540 - † 1596)
- Margaret Clitherow, inglese (York, n. 1556 - York, † 1586)
- Margaret Erskine, britannica († 1572)
- Margaret Garner, statunitense (n. 1834 - † 1858)
- Margaret Herrick, statunitense (Spokane, n. 1902 - Woodland Hills, † 1976)
- Margaret Murdock, ex tiratrice a segno statunitense (Topeka, n. 1942)
- Margherita Ward, inglese (Congleton - Tyburn, † 1588)
- Margaret Woodrow Wilson, statunitense (Gainesville, n. 1886 - Puducherry, † 1944)
- Margaret Zaleski-Zamenhof, medica e esperantista polacca (Varsavia, n. 1958)
- Margaret de Newburg, contessa britannica († 1253)